# Priscilla Lopes-Schliep
Priscilla Lopes-Schliep, kanadska atletinja, * 26. avgust 1982, Scarborough, Ontario, Kanada.
Nastopila je na poletnih olimpijskih igrah v letih 2004 in 2008, ko je osvojila bronasto medaljo v teku na 100 m z ovirami. Na svetovnih prvenstvih je v isti disciplini osvojila srebrno medaljo leta 2009, na svetovnih dvoranskih prvenstvih pa bronasto medaljo v teku na 60 m z ovirami leta 2010. 